# 多米尼克·克朗
多米尼克·克朗（法語：Dominique Crenn，1965年4月7日—）是一名法國廚師。截至2016年，她是美國唯一獲得米其林三星的女廚師，她的餐Atelier Crenn位於舊金山。克朗曾在多個美食網路和其他電視節目中亮相。

## 早年生活和教育
克朗原籍洛克羅南，18個月大時被一對來自凡爾賽的法國夫婦收養。她曾多次在布列塔尼的家庭農場度過夏天。她的母親是一名廚師，「喜歡冒險，帶著年幼的女兒體驗了巴黎的印度、中國、日本和越南餐廳」。她的父親是一位政治家，當他與《Le Télégramme》的美食評論家朋友在米其林星級餐廳用餐時，都會帶上克朗。
克朗在家庭農場的經驗、母親的廚藝以及對知名餐廳的參觀培養了她的烹飪品味。由於不喜歡男性主導的法國烹飪界，她獲得經濟學學士學位和國際商務碩士學位。

## 職業生涯
1980年代末，克朗為實現自己的烹飪理想移居美國舊金山。她的第一份餐廳工作是在Stars，這是一家由名廚傑里邁亞·陶爾經營的著名餐廳。兩年後，她又在 Campton Place、2223 Market和Miyako Hotel的Yoyo Bistro等餐廳工作，之後擔任印尼雅加達洲際酒店餐廳主廚。她是印尼有史以來第一位女廚師長，但在1998年內亂期間被迫逃離印尼。
回到美國後，她先後在加州洛杉磯曼哈頓海灘的曼哈頓鄉村俱樂部和加州聖塔莫尼卡的Abode餐廳和酒廊擔任行政主廚。2008年，洲際酒店管理層為她提供了一個新職位，她加入位於舊金山的Luce餐廳，並於2009年獲得她的第一顆米其林星，第二年又獲得一顆米其林星。
2009年，克朗參加了《The Next Iron Chef》的比賽，但在《適應性挑戰》中被淘汰，總成績排名第七。2010年，克朗在《鐵人料理美國版》節目中與主廚邁克爾·西蒙展開對決，最終獲勝。
2011年，她在加州舊金山開設了Atelier Crenn餐廳。《米其林指南》將該餐廳評為二星級，克朗因此成為美國有史以來第一位獲得二星級的女廚師。2014年，Atelier Crenn再次被評為二星級餐廳。2016年，她被全球50最佳餐廳評為最佳女廚師。克朗出演Netflix的系列紀錄片《主廚的餐桌》第二季。2018年，克朗榮獲第三顆米其林星。
2015年，受童年布列塔尼美食啟發的Petit Crenn餐廳開幕。2016年，克朗宣布計劃在Atelier Crenn的隔壁開設一家以小菜為主的葡萄酒酒吧Bar Crenn。2018年3月，Bar Crenn開業，第一年就獲得一顆米其林星，這意味著克朗目前擁有四顆米其林星。2018年，克朗榮獲詹姆斯·比爾德基金會獎的西部最佳廚師獎。
2021年，克朗加入黑色喜劇恐怖片《五星饗魘》的創作團隊，擔任雷夫·范恩斯飾演的朱利安·斯洛維克主廚的顧問，並創作了影片中展示的菜餚。2022年，克朗在Netflix節目《鐵人料理：傳奇爭霸戰》中擔任鐵人廚師。
2024年，克朗被評為時代百大人物之一。

### 烹飪理念
克朗將自己視為藝術家，稱自己的菜餚為「詩意的烹飪」。凱蒂·麥克勞夫林（Katie McLaughlin）在為《華爾街日報》撰寫的一篇關於克朗的文章中指出，Atelier Crenn「提供的菜餚在視覺、質地和概念上都極富創意，令評論家們既欣喜又困惑，並引起國際關注。」
眾所周知，克朗善待她的員工，避免了幾十年來專業廚房中常見的吆喝和審視。她也以問候客人而著稱，為此她會挨桌走動。

## 個人生活
2019年12月，克倫與女友、女演員瑪莉亞·貝蘿訂婚。